# Калмыков, Владимир Иванович
Владимир Иванович Калмыков (22 марта 1948, Павлодар, Казахская ССР, СССР — 2 октября 1995, Павлодар, Казахстан) — советский футболист, полузащитник.

## Биография
Владимир Калмыков родился 22 марта 1948 года в городе Павлодар.
В середине 60-х годов занимался футболом в группе подготовки павлодарского «Иртыша» под руководством известного местного тренера Вильгельма Гализдры. Ветеран местного футбола Виктор Ярышев называл спортивным район Павлодара, в котором выросли они с Калмыковым — здесь жили многие футболисты, затем выступавшие за команду мастеров.
Играл на позиции полузащитника. Дебютировал во взрослом футболе в 1966 году в составе «Иртыша», провёл в классе «Б» 8 матчей, а в сезоне-67 — только 1 матч.
В 1968 году перебрался в «Кайрат» из Алма-Аты, выступавший в первой группе класса «А» — элитном эшелоне советского футбола. 18 октября провёл единственный в карьере матч на этом уровне, выйдя на 78-й минуте на замену в матче с бакинским «Нефтчи» (1:2). В том же сезоне на счету Калмыкова 2 марта за павлодарский «Трактор».
В 1969 году вернулся в Павлодар, где выступал в классе «Б» за Трактор, выигравший зональный турнир всего с двумя поражениями в 40 матчах. Калмыков отыграл 21 встречу. В сезоне-70, проведя 13 матчей, помог павлодарцам занять 2-е место в казахстанской зоне.
В 1971 году играл в «Звезде» из Алма-Аты. В сезоне-72 вновь пополнил «Кайрат», но не провёл ни одного матча. Завершил карьеру в 1973 году в составе «Трактора», победившего в зональном турнире второй лиги.
Умер 2 октября 1995 года в Павлодаре.